# Tercer libro de Palmerín de Inglaterra
El Tercer libro de Palmerín de Inglaterra es un libro de caballerías escrito por el prolífico autor italiano Mambrino Roseo y publicado por primera vez en Venecia en 1559 en la imprenta de Francesco Portonari, con el título Il terzo libro de i valorosi cauallieri Palmerino d’Inghilterra, et Floriano suo fratello. Doue si trattano insieme le ualorose imprese di Primaleone secondo, et di molti altri giouani cauallieri, con molte strane auenture, et mirabili successi e strategeme non mai piu intese. Nuouamente tradotto di spagnolo in italiano. Pertenece al ciclo de los Palmerines y es la continuación de la segunda parte de Palmerín de Inglaterra, obra caballeresca portuguesa escrita por Francisco de Moraes y publicada en italiano en 1553 la primera parte y en 1554 la segunda.
La obra narra en 90 capítulos nuevas aventuras de Palmerín de Inglaterra y su hermano Floriano del Desierto, así como las hazañas de Leonado, hijo de Palmerín de Inglaterra y su esposa Polinarda, y de Primaleón segundo, hijo de Florendos (hijo del emperador Primaleón) y su esposa Miraguarda.
El libro tuvo una considerable popularidad, ya que fue reimpreso en Venecia en 1560, 1567 (por Francesco Portonari), 1584 (por Giacomo Bendolo), 1600 y 1609 (por Lucio Spineda). También fue traducido al inglés por Anthony Munday (1553-1633), cortesano de Isabel I, y publicado en Londres en 1602, con el título de The Third and last part of Palmerin of England Enterlaced with the loues and fortunes of many gallant knights and ladies: a historie full of most choise and sweet varietie.